# Flan de yuca

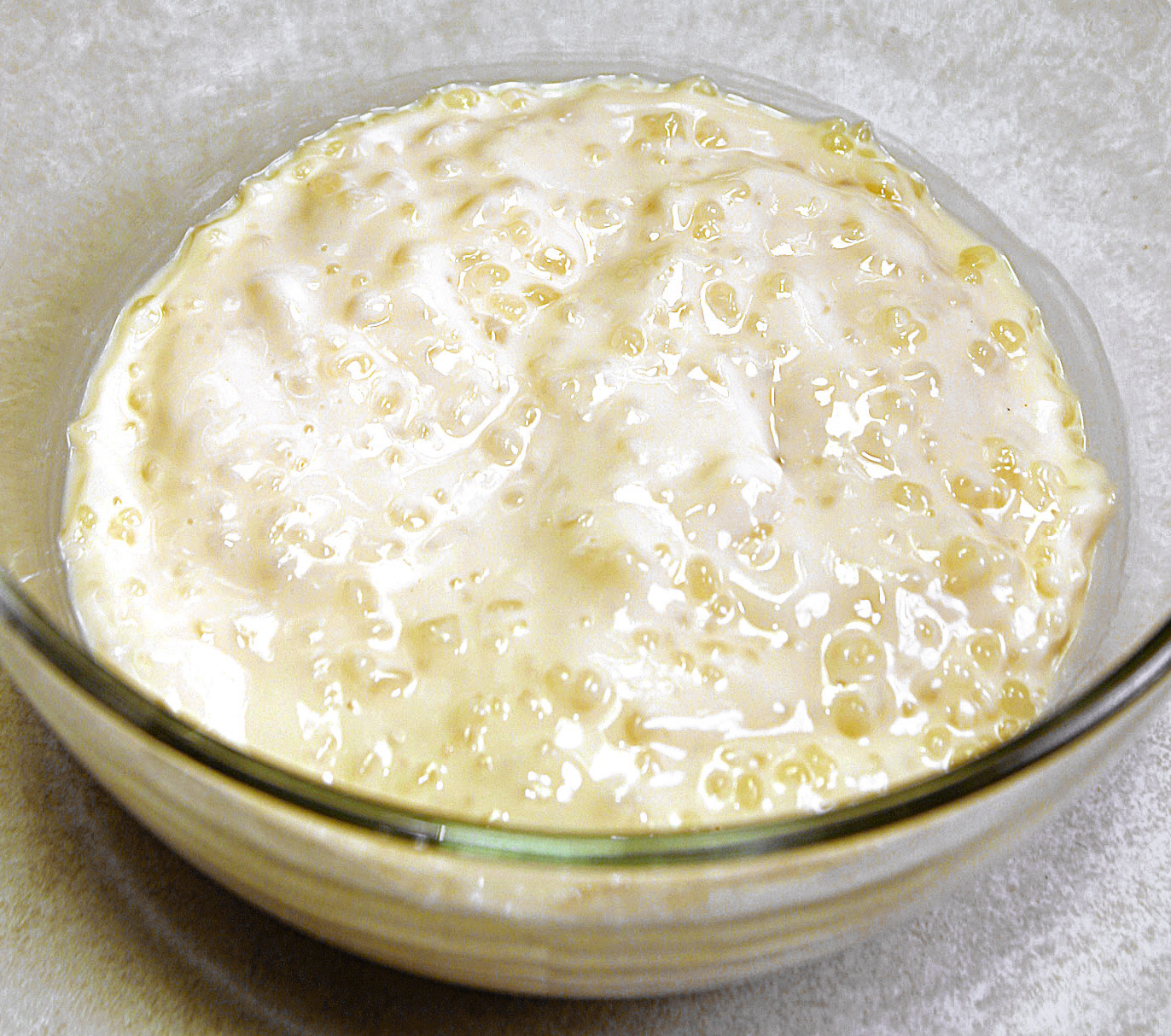
Flan de yuca.

El flan de yuca es una especie de flan dulce elaborado principalmente con yuca y leche, o para las personas con intolerancia a la lactosa se emplea como substituto leche de coco. Este tipo de flan se elabora en diferentes culturas en diferentes formas y estilos.

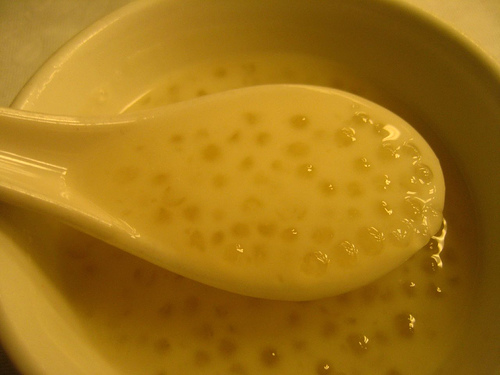
Postre sai mai lo, de Hong Kong.

## Características
La fluidez de los flanes de yuca puede ir desde los muy fluidos (casi líquidos) hasta los muy espesos (tanto como para tomarse con tenedor). El flan se puede elaborar con yuca con diferentes tipos: copos, polvo, palos y perlas. A veces se emplean diversas mezclas comerciales.